# Havorringen

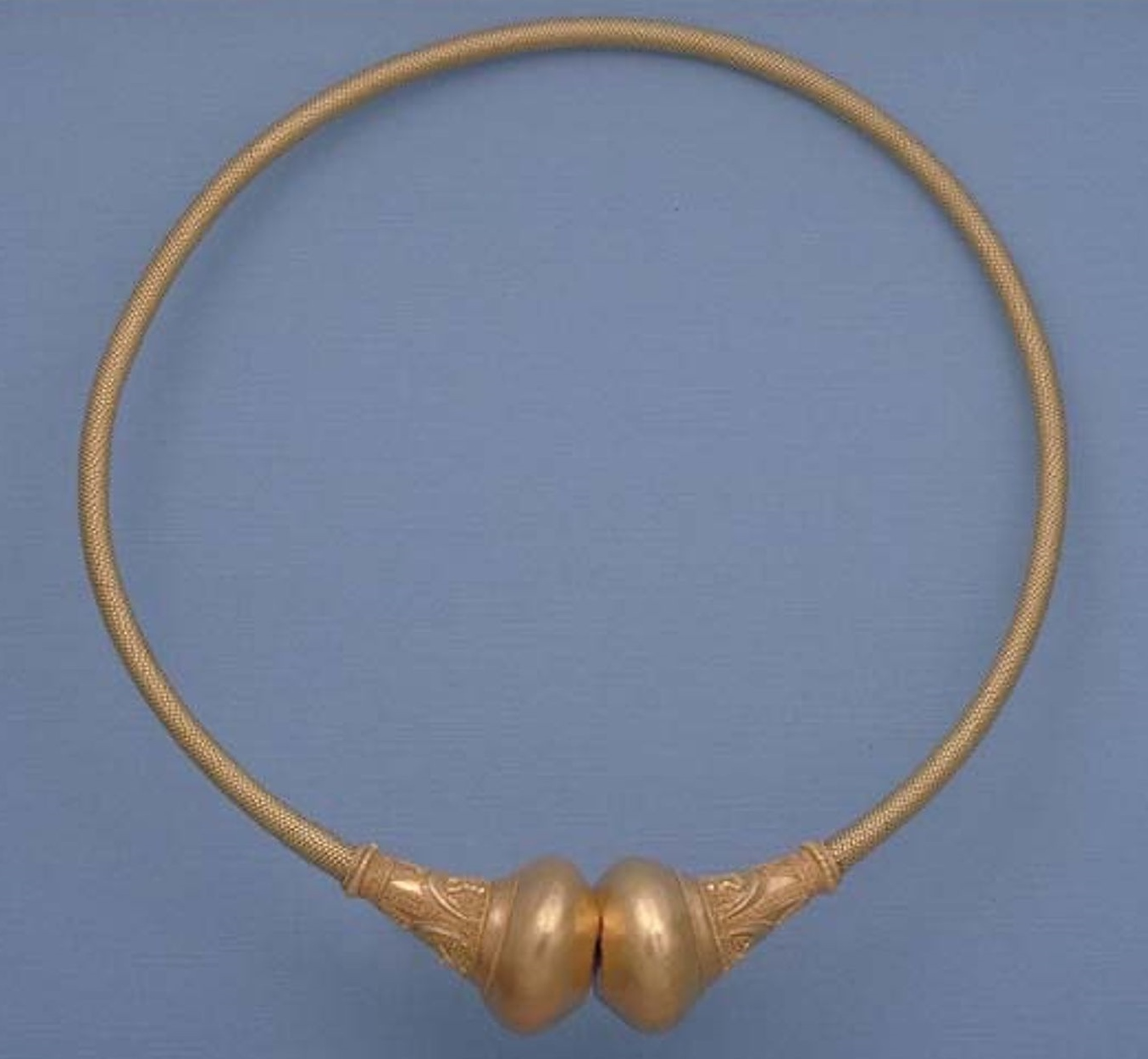
Historiska museets kopia av Havorringen.

Havorringen är en guldhalsring, tillverkad på 100-talet e.Kr, som påträffades av en slump i april 1961 i samband med utgrävningar i fornborgen vid Havor i Hablingbo socken på Gotland. Upphittaren var arkeologen och antikvarien Peter Manneke. Tidigare föreslogs ett västkeltiskt eller sydöstligt ursprung för halsringar av denna typ, men idag räknar man även med att de kan ha tillverkats i Norden. Havorringen placerades omsider i skattkammaren på Gotlands Fornsal och kunde där beskådas av museibesökare och forskare i 25 år innan den stals 1986. Ringen är ett av de mer fantastiska guldfynd som gjorts i Sverige. Ringens guldvärde uppskattas till 300000 kronor men värdet som konstföremål uppgår troligen till tiotals miljoner. Ringen vägde närmare 800 gram.
Fem liknande halsringar har hittats; en i Trollhättan, en i mosse på Jylland, två i Kievtrakten, en från Olbia vid Svarta havet.

## Stölden
Onsdagen den 18 juni 1986 stals ringen från Gotlands Fornsal under mystiska omständigheter. Den dagen utlöstes larmet i skattkammaren två gånger. Efter första larmet fann den säkerhetsansvariga antikvarien att allt föreföll vara i sin ordning. Inget misstänkt upptäcktes och larmet återställdes. En halvtimme senare utlöstes larmet igen. Tjänstemannen som var ansvarig för säkerheten hade alltså återställt larmet båda gångerna men hade inte upptäckt att något var stulet, bara att montern var upplåst. Att ringen var borta upptäcktes inte förrän klockan 12 dagen efter stölden och då anmäldes det till polisen. Polisen konstaterade att låset inte var uppbrutet utan en nyckel eller dyrk hade använts som kan tyda på att de kunnat vara ett insiderjobb av en person som hade kännedom om låsets konstruktion. En efterlysning skickades till samtliga polisdistrikt i Sverige och till Interpol.
Upphittaren Peter Mannekes chef, professor Erik Nylén, gav en intervju till Dagens Nyheter i december 1986 och sa:
| ” | Att smälta ned Havorringen för att komma åt guldet vore som att stjäla Tre skilling banco-märket för pappersvärdet. | „ |

En belöning på 25 000 kronor utfästes, till den som kunde ge polisen sådana upplysningar att ringen kunde återfinnas. I tv-programmet Efterlyst i TV3 togs fallet upp under andra hälften av 1990-talet men utan resultat. Idag är ärendet preskriberat och föremålet har aldrig återfunnits men det kommer fortfarande tips till polisen i Visby. Något år efter stölden beställdes en kopia av den kopia av Havorringen som finns på Historiska museet i Stockholm och det är nu den man kan skåda på Fornsalen i Visby tillsammans med de övriga fynden från utgrävningen.